# بلوچی‌سور
بلوچی‌سور(نام علمی: Balochisaurus) نام یک سرده از راسته خزنده‌کفلان و جانوری گیاه خوار بود.
فسیل های آن در مکان هایی مانند بلوچستان (پاکستان) یافت شده. این جانور در دوره کرتاسه و در قاره آسیا می زیسته است. این دایناسور بزرگ دارای چهار پا با گردن و دم بلند بود. طول آن حدود ۱۶ متر (۵۲ فوت) و جرم آن تا ۲۵ تن تخمین زده می‌شود.